# スラッシュ分布
確率論におけるスラッシュ分布（スラッシュぶんぷ、英: slash distribution）は、標準正規分布に従う確率変数を、それとは独立に一様分布に従う確率変数で割った商が従う確率分布である。言い換えると、確率変数 Z が平均0、分散1の正規分布に従い、確率変数 U が [0,1] 上の一様分布に従い、Z と U が独立であるとき、X = Z / U はスラッシュ分布に従う。スラッシュ分布は 比分布の一例である。この分布はウィリアム・H・ロジャースとジョン・テューキーの1972年の論文において命名された。
確率密度関数f(x)は
{\displaystyle f(x)={\frac {\varphi (0)-\varphi (x)}{x^{2}}}={\frac {1}{\sqrt {2\pi }}}{\frac {1-\exp(-x^{2}/2)}{x^{2}}}}
ここで φ(x) は標準正規分布の確率密度関数である。
特異点 x = 0 は除去可能である：
{\displaystyle \lim _{x\to 0}f(x)={\frac {\varphi (0)}{2}}={\frac {1}{2{\sqrt {2\pi }}}}}
累積分布関数F(x)は
{\displaystyle F(x)=\Phi (x)-{\frac {\varphi (0)-\varphi (x)}{x}}={\frac {1}{2}}\operatorname {erfc} (-x/{\sqrt {2}})-{\frac {1}{\sqrt {2\pi }}}{\frac {1-\exp(-x^{2}/2)}{x}}}
ここでΦ(x)は標準正規分布の累積分布関数、erfcは相補誤差関数である。確率密度関数と同様に特異点 x = 0 は除去可能である：
{\displaystyle F(0)={\frac {1}{2}}}
スラッシュ分布の期待値や分散、モーメントは存在しない。
スラッシュ分布の最もありふれた使途はシミュレーションの研究におけるものである。この分布は正規分布よりは裾が重く、コーシー分布ほどは病的でないという点で便利である。